# Abdi Farah Shirdon
Abdi Farah Shirdon, född 1958, är en somalisk politiker.
Shirdon valdes till Somalias premiärminister 17 oktober 2012. Han är affärsman och har bidragit till att förena olika somaliska grupper efter inbördeskriget 1991. Han har en master i ekonomi från Somali National University i Mogadishu. Han talar flytande italienska, somaliska och engelska.